# Sri-Indrathit
Sri-Indrathit (en thaï : พ่อขุนศรีอินทราทิตย์), né Bang Klang Thao en 1188 et mort en 1270, est le premier roi de Sukhothaï. Il règne de 1238 à 1257.
Au début des années 1200, les Thaïs établissent trois cités-état dans le nord, Lanna, Phayao et Sukhothaï. En 1238, deux chefs de clan thaïs se rebellent contre le règne des Khmers et établissent le premier royaume Thaï véritablement indépendant à Sukhothaï (littéralement : « Aube du bonheur »). 
Le Royaume de Sukhothaï voit l'expansion progressive des Thaïs dans le bassin du fleuve Chao Phraya, l'établissement du Bouddhisme theravāda comme religion principale, la création du premier alphabet Thaï et les premières expressions d’art Thaï. 
Les gouverneurs Bang Klang Thao et Pha Miang décident d'unir leurs forces pour évincer les Kmers. Le gouverneur Bang Klang Thao est proclamé Roi sous le nom de Sri-Indrathit. C'est la naissance du Royaume de Sukhothaï en 1238.